# سوسمار انگشت‌شانه‌ای ستبر
سوسمار انگشت‌شانه‌ای ستبر (نام علمی: Acanthodactylus robustus) که با نام‌های سوسمار انگشت‌شانه‌ای تنومند و سوسمار انگشت‌شانه‌ای قوی نیز شناخته می‌شود، گونه‌ای از مارمولک‌ها از خانواده سوسماران راستین و بومی خاورمیانه است.
سوسمار انگشت‌شانه‌ای ستبر در عراق، اردن، عربستان سعودی و سوریه یافت می‌شود.
سوسمار انگشت‌شانه‌ای ستبر تخم‌زا است.